# Michael Tompa

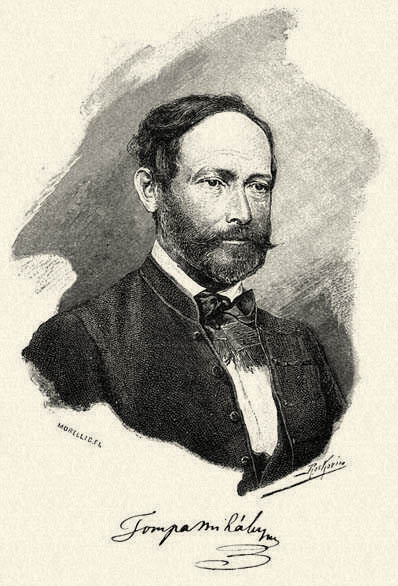
Michael Tompa

Michael Tompa (ungarisch: Tompa Mihály), (* 28. September 1817 in Rimaszombat im Gömörer Komitat; † 30. Juli 1868 in Hanva) war ein ungarischer Dichter.
Tompa studierte in Rimaszombat und in Sárospatak. Er wurde 1845 protestantischer Seelsorger in Beje im Gömörer Komitat, 1848 Feldgeistlicher in der Honvédarmee und 1852 Pfarrer zu Hanva (Gömörer Komitat), wo er bis an das Ende seines Lebens wirkte. 
Sein erstes selbständiges Werk war Népregék, Népmondák („Volksmärchen, Volkssagen“, Pest 1846). In demselben Jahr zeichnete die Kisfaludy-Gesellschaft seine komische poetische Erzählung Szuhay Mátyás mit einem Preis aus und wählte ihn zu ihrem Mitglied. 1847 erschien die erste Ausgabe seiner Gedichte. 
In den Jahren unmittelbar nach der Revolution gab er der damaligen gedrückten Stimmung mit seinen allegorischen Gedichten wieder Hoffnung. Die politische Gewalt reagierte und so musste er sich 1852 vor dem Kriegsgericht in Kaschau verantworten. 1858 wurde er von der Ungarischen Wissenschaftlichen Akademie zum Mitglied gewählt, 1868 erhielt er für seine Dichtungen den großen akademischen Preis (200 Dukaten). 
Eine Gesamtausgabe seiner Dichtungen erschien in 5 Bänden (Pest 1881).